# 정교 (사람)
정교(鄭喬 1856년 7월 8일 서울∼1925년 3월 15일 이리)는 일제 강점기의 학자·항일 우국지사다. 호는 추인(秋人).

## 생애
그는 1856년 서울에서 출생하였다. 갑오개혁으로 과거제도가 폐지된 이후 1894년 8월 제1차 김홍집 내각의 궁내부 주사에 임명되었다. 1895년 4월 수원 판관을 거쳐 7월에 황해도 장연 군수에 임명되었지만, 1895년 10월 을미사변이 발발하자 사임했다.
독립협회가 1897년 8월 이후 토론회를 조직하면서 그 활동이나 간부들의 구성에 변화가 있었는데 그는 1898년 1월에 상임집행부 서기 3월에는 제의 8월에는 형의원으로 선출되었다. 그리고 10월에는 사법위원이 되어 정부에서 노륙법과 연좌법을 부활하려 하자 이를 저지하는 운동으로 주도적으로 전개하면서 당시 법부대신 신기선을 고발하였으며 12월 만민공동회 기간 중에는 상소기초위원이 되어 보부상을 동원하여 독립협회를 탄압하던 민영기를 규탄하였다. 이런 활동으로 그는 정부에서 독립협회 주모자로 지목되어 구속되었다.
그 뒤 그는 선교사 아펜젤러의 보호로 배재학당으로 피신하여 약 6년간 지내다가 1904년 러일전쟁 후 다시 사회활동을 전개하였다. 이때부터 1920년 합방 때까지는 주로 교육과 연관된 관직 생활을 하였다. 1905년 10월 내부대신 이지용의 추천으로 제주군수로 임명되었으나 부임하지 않았고 1906년 1월 학부대신 이완용의 추천으로 학부 참서관 2월에는 한성사범학교 외국어 학교장을 지냈다. 그해 12월에 곡산국수가 되었다. 학부 참서관으로 있으면서 1906년 6월 진학신 이순화 등과 여성교육기관인 양규의숙을 설립 운영하였으며 이를 후원하기 위한 여성단체로서 여자교육회를 발기하여 여권신장의 일익을 담당하였다. 그런 가운데 1906년 9월에는 대한자강회의 형의원으로 1908년에는 대한협회의 편의원 변법연구위원으로 활동하였으며 잡지에 국제법 정당 등에 관한 학설을 소개하였다. 1910년 합방 이후 이리로 내려가 은거하였으며 그곳에서 죽었다.

## 업적
그는 국학 관계에 많은 저술을 남겼고 역사연구에 힘썼다. 그의 역사론이 집약적으로 표현된 고대사에 대한 연구서인 <대동역사>와 자신의 활동을 중심으로 당대의 역사를 기록한 <대한계년사(大韓季年史)>였다. 특히 편년체 서술인 <대한계년사(大韓季年史)>을 통해 고종 1년부터 한일합방 때까지의 최근사를 서술하여 한말의 사실(史實)을 아는 데 귀중한 사료(史料)가 되고 있다.